# Aragonien
Aragonien (spanska och aragonska: Aragón; katalanska: Aragó) är en autonom region i nordöstra Spanien. Regionens officiella namn på spanska är Comunidad Autónoma de Aragón. Den har en area på 47 719 km² (4:e plats av Spaniens regioner) och en befolkning på 1,3 miljoner invånare (11:e plats bland regionerna; 2013). Regionens huvudstad är Zaragoza.
Aragonien gränsar i norr till Frankrike, i öster till Katalonien, i söder till Valencia och i väster till Kastilien-La Mancha, Kastilien och Leon, La Rioja och Navarra. Regionen omfattar provinserna Huesca, Zaragoza och Teruel. Floden Ebro rinner genom regionen som är bergig och bördig i norr och har ett torrt klimat i söder.
De tre provinserna är uppdelade i 33 comarcas.

## Historia

### Bakgrund (kristna småstater)
Under den islamiska expansionen, då araberna efter slaget vid Vejér de la Frontera år 711 erövrade iberiska halvön, flydde visigoterna upp i bergen i norr. Dessa behöll sin självständighet och bildade egna små riken som efter hand bredde ut sig söderut. En del visigoter bosatte sig i Aragoniens floddalar och grundade de små staterna Ribagorza och Sobrarbe, vilka senare kom att ingå i kungadömet Navarra.

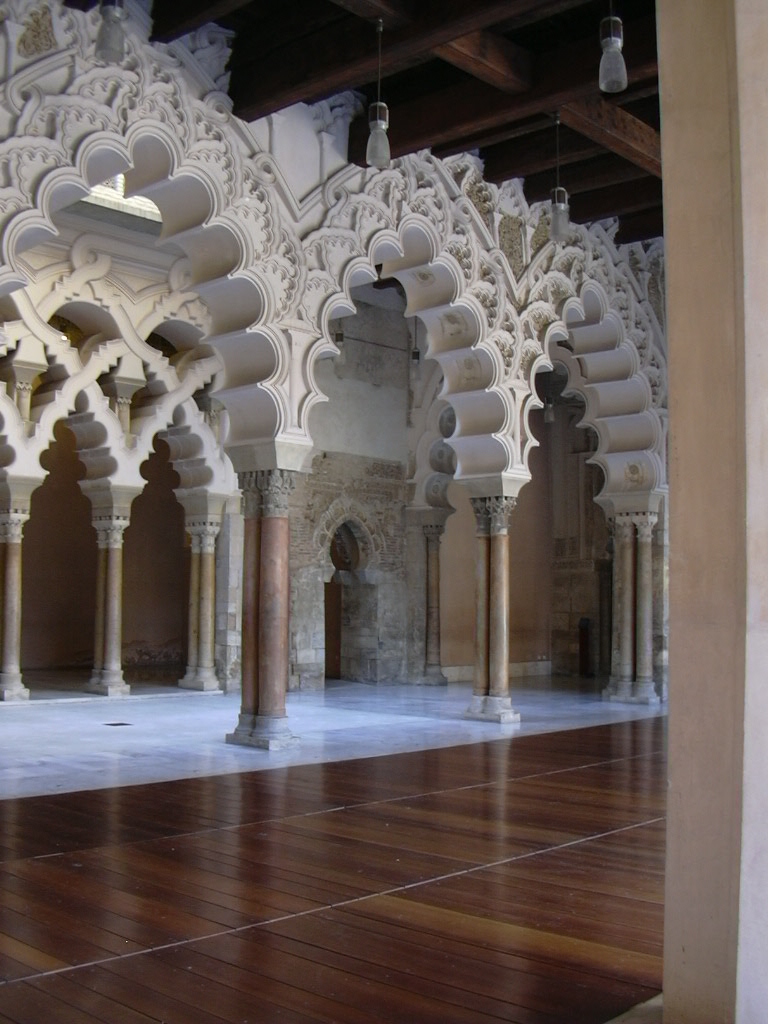
Aljaferíapalatset byggdes på 1000-talet som residens för Banu Hud-dynastin i taifan Zaragoza.

Aragonien var ett frankiskt feodalt distrikt (Jaca) innan regionen utropade sig självt till kungadöme och år 925 gick ihop med kungadömet Pamplona (senare Navarra). Kungadömet Pamplona omfattade Aragonien, Ribagorza, Sobrarbe och hertigdömet Kastilien.

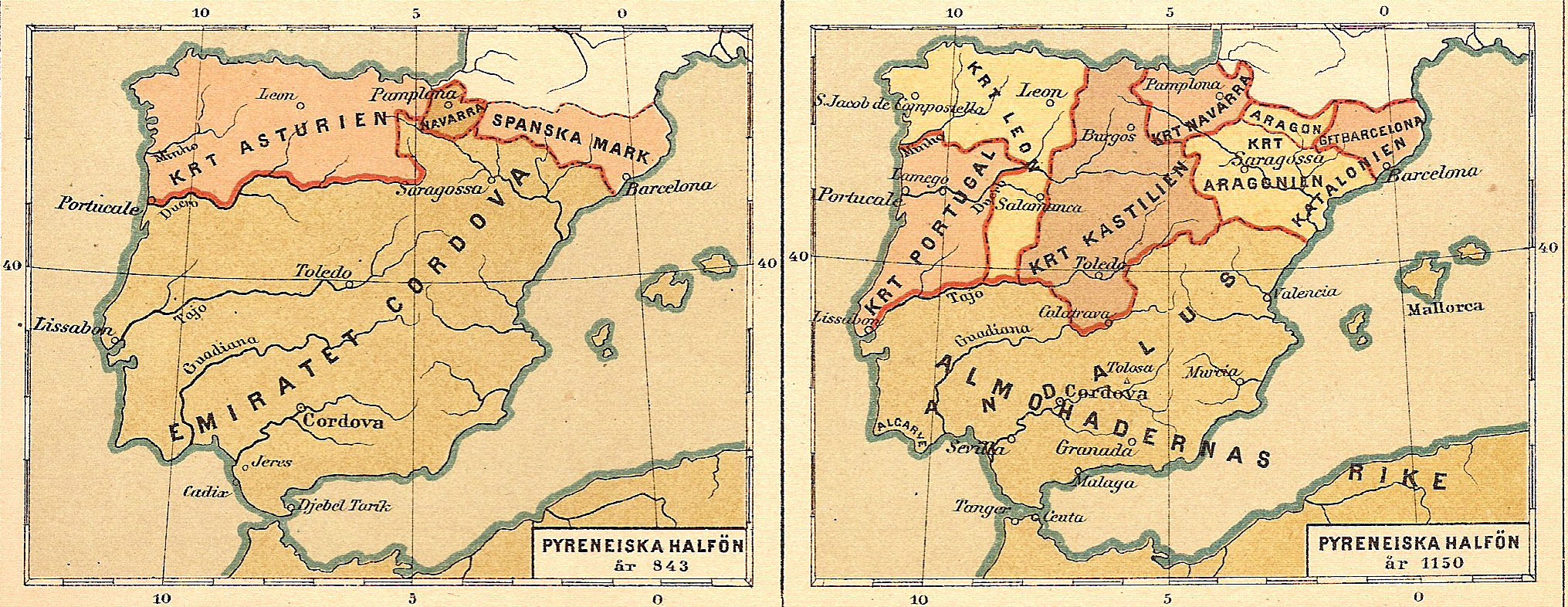
Historisk karta över Iberiska halvön och kungariket Aragonien 843 e.Kr. och 1150 e.Kr.

### Medeltida kungarike
En av kungarna, Sancho III den store, överlämnade makten till sina söner, Ramiro I, som 1035 tog sig titeln kung av Aragonien efter att hans bror, Gonzalo av Sobrarbe och Ribagorza, avlidit. Under ständiga strider med araberna utvidgades riket av hans efterträdare. Alfonso I erövrade 1118 Zaragoza och gjorde orten till rikets huvudstad.
Genom äktenskap mellan furstehusen blev Aragonien 1162 förenat med Katalonien. Det sammanslagna riket var då, efter Kastilien, Spaniens mäktigaste kristna rike.
1238 erövrades Valencia, och den kungadynastin var periodvis även i besittning av Sardinien och Sicilien. Kungadömet varade fram till 1479 när Ferdinand II av Aragonien gifte sig med Isabella I av Kastilien. De beredde därmed vägen för Aragoniens och Kastiliens förening i konungariket Spanien, vilken fullföljdes av deras dotterson Karl V.
På grund av regentdynastin mellan Ramon Berenguer IV och drottning Petronila av Aragonien, ärvde deras son alla deras respektive territorier. Aragoniens krona upplöstes efter regentdynastin med Kastilien. Aragoniens kungar styrde över territorier som inte bara omfattade den administrativa regionen Aragonien, utan även Katalonien och senare Balearerna, Neapel, Korsika, Sardinien, Sicilien och Valencia.

Den aragonska kronans omfattning 1433.

Kungen av Aragonien var kung över den aragonska regionen och fick även titlarna kung av Valencia, kung av Mallorca, greve av Barcelonès, lord av Montpellier, samt tillfälligt hertig av Aten och Neopatria. Var och en av dessa titlar gav honom suveränitet över specifika regioner, och förändrades då han vann eller förlorade territorier.
Aragonien var bland de första av Europas riken som framträdde som en konstitutionell monarki. Redan 1118 fick borgarna i Zaragoza riddarprivilegier och från 1136 deltog ombud från Aragonisk städer i riksdagarna, och ständernas makt utvecklades snabbt. Riksdagen (Cortes Generales) var uppdelad i fyra stånd (prästerskap, högadel, lågadel, städer), och från år 1287 sammanträdde den årligen. Från 1307 ägde mötena rum vartannat år, och mellan riksdagarna bevakades ständernas rätt av ett utskott som bestod av åtta personer.
I början var det lagstadgat att om kungen gjorde sig skyldig till något våldsamt ingrepp i folkets friheter, så måste varje vapenför person mellan 14 och 60 år ta till vapen för att störta honom. Denna lag upphävdes 1348, men i stället tillsatte kungen en oavstättlig överdomare, justicia, som endast var ansvarig inför riksdagen, och som bland annat skulle döma i alla tvister mellan de båda statsmakterna.

### Upplösning av riket
Aragonien bibehöll sina privilegier även efter föreningen med Kastilien (1516) och förlorade dem först efter spanska tronföljdskriget (1701–1713). Den sista riksdagen i Aragonien hölls 1720.

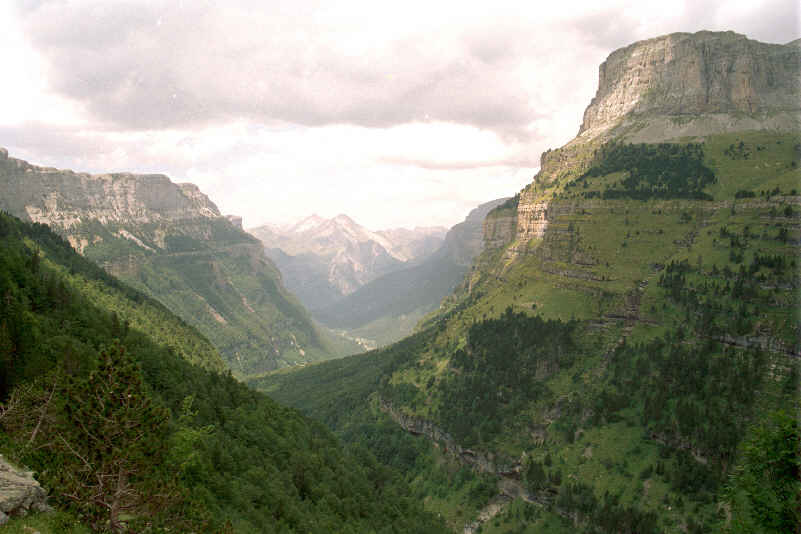
Vy över Ordesa-dalen, i den aragonska delen av Pyrenéerna

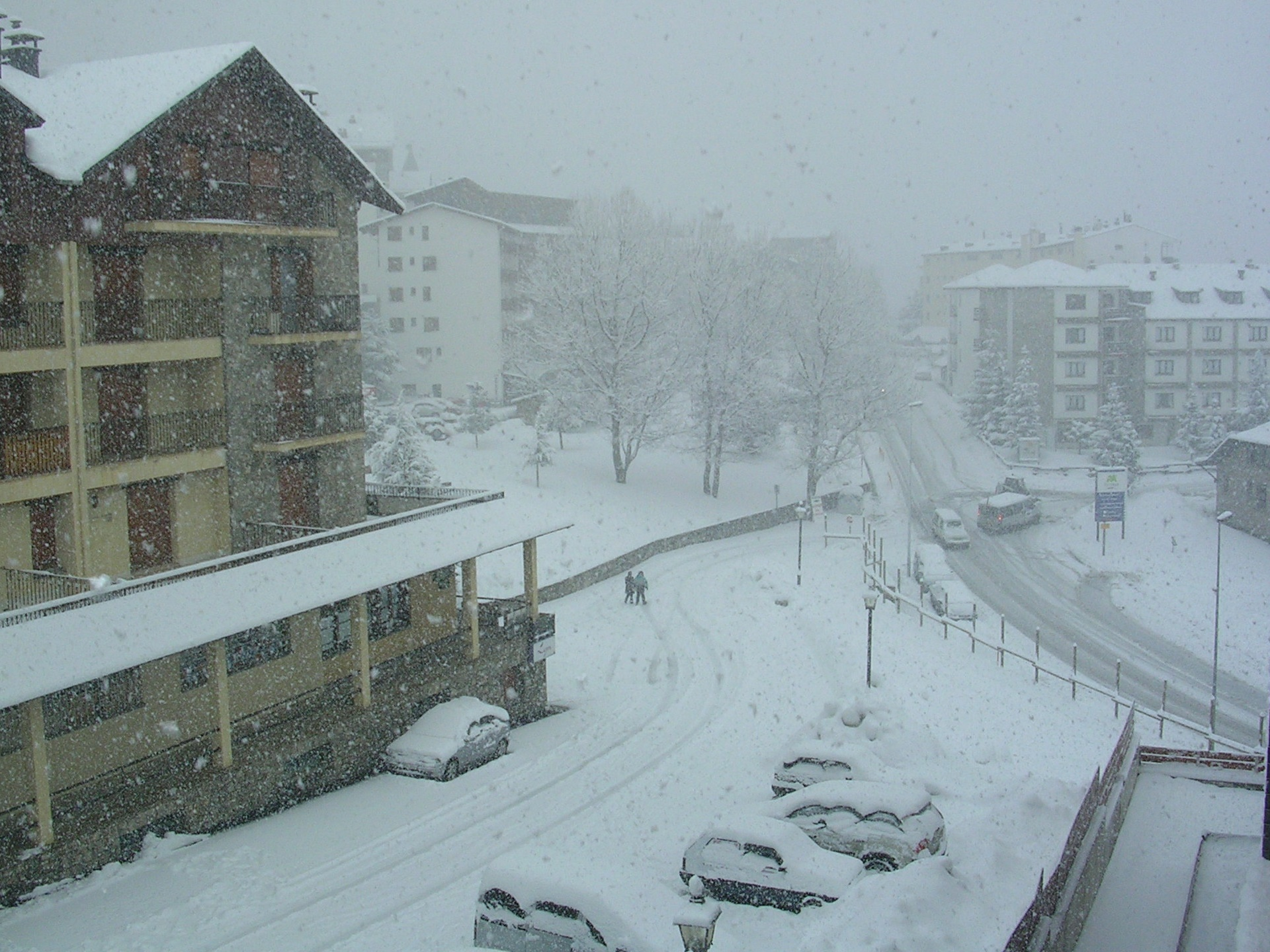
Vinterbild från Formigal (nära Huesca).

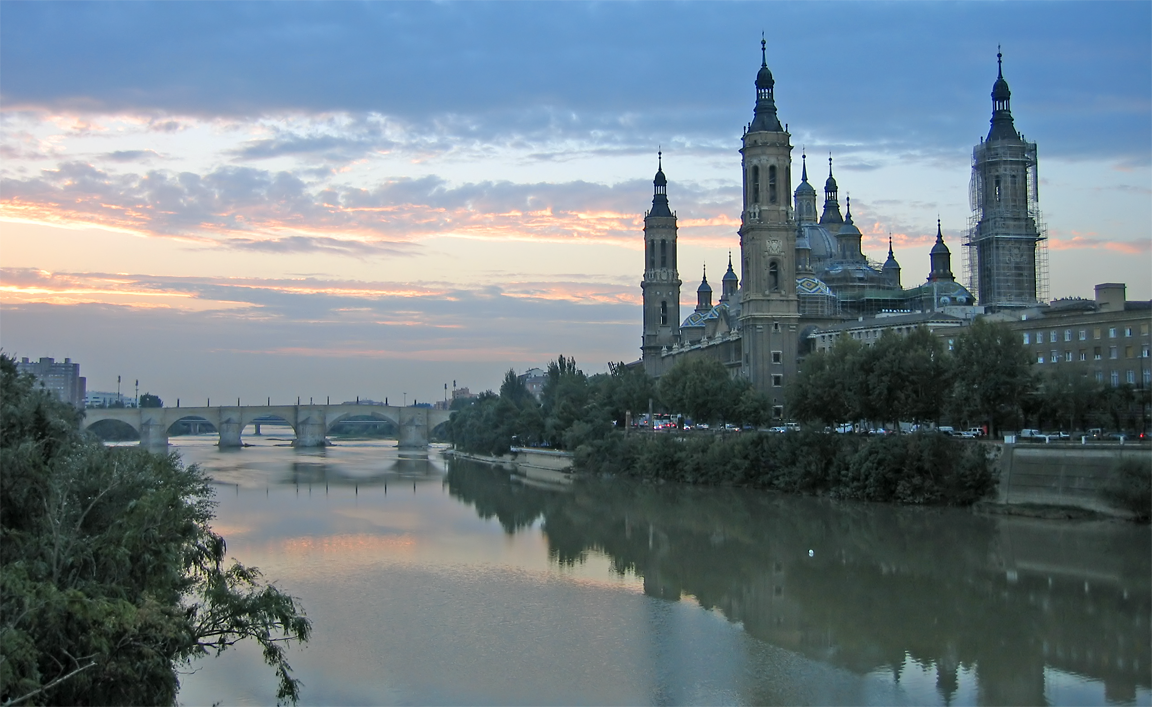
Floden Ebro ringer genom Zaragoza.

## Geografi
Aragonien har en för Spanien låg befolkningstäthet, med inslag av stora, nästan obebodda områden. Mer än halva befolkningen bor i Zaragoza.
Pyrenéerna har sina högsta toppar i Aragonien, bland dem Aneto som når 3 404 meter över havet, och de mest isolerade dalarna. Vissa är mycket svåra att nå fram till och har behållit sin oförstörda natur. Längre norrut består dalarna och slätterna av kyrkor, städer och landskap med vidsträckt utsikt. I söder ligger den svårtillgängliga staden Teruel, 915 meter över havet.
Floden Ebro får sitt vatten från Mijaresfloden och Guadalaviarfloden samt från sjöarna i Aragonien, och har sitt delta i Medelhavet. Övriga större floder är Aragón, Cinca, Gállego, Guadalope, Jalón och Jiloca.

## Klimat
Aragonien uppvisar ett kontinentalt medelhavsklimat med starka kontinentala influenser. Somrarna är måttligt varma och vintrarna kalla, ibland mycket kalla.

## Kultur
Vissa medeltida monument i Teruel och Zaragoza finns med på Unescos världsarvslista, som exempelvis Mudéjar-arkitektur i Aragonien.

## Språk
Utöver spanska, som talas av hela befolkningen i Aragonien, talas även aragonska i några dalar i Pyrenéerna.
Katalanska talas i de delar, de så kallade La Franja, som öster gränsar till Katalonien. I Ribagorza och La Litera talas den katalanska dialekten ribagorzanska, och i Matarraña och Bajo Cinca talas en dialekt som liknar den i Terra Alta.